# Christa Prets

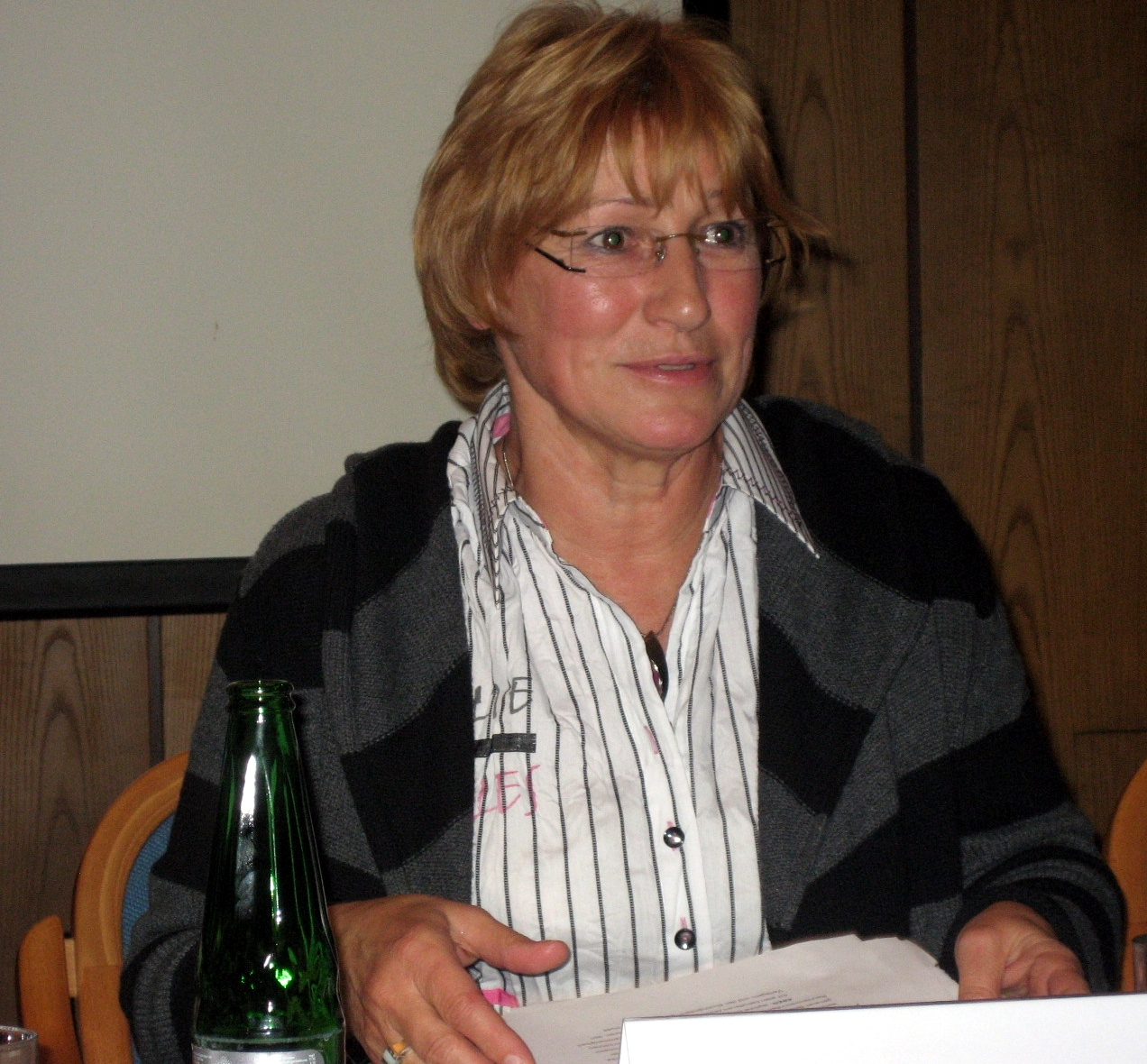

Christa Prets este un om politic austriac membru al Parlamentului European în perioada 1999-2004 din partea Austriei.
Christa Prets este membră în Partidul Social Democrat din Austria.
1. ↑  „Christa Prets”, Gemeinsame Normdatei, accesat în 9 aprilie 2014
2. ↑  „Christa Prets”, Gemeinsame Normdatei, accesat în 11 decembrie 2014
3. ↑  Deputații în Parlamentul European